# Río Athi-Galana
Tiene una longitud de 390 km, y drena una cuenca de 70.000 km². Nace como río Athi y entra en el océano Índico como río Galana (o Sabaki).
Longitud: 625 km; área de la cuenca: 70.000 km²
El río nace entre 1° y 2° S , 36° 37° E. Tras pasar por la población de Athi River, toma dirección nordeste y se une con el río Nairobi. Cerca de Thika forma las cascadas Fourteen Falls y sigue sursureste bajo las laderas boscosas de la cadena Yatta, que cierra la cuenca por el este. Su principal tributario es el río  Tsavo, procedente del lado este del Kilimanjaro, que se le une hacia los 3° S. Gira entonces al este, y  en su curso inferior, conocido como Sabaki (o Galana), atraviesa una zona  poco fértil. En la época de lluvias es profundo y de un turbio color amarillo; pero la navegación se ve interrumpida por los rápidos Lugard; sigue hacia el este  y desagua en el océano Índico a 3° 10′  S., justo al norte de Malindi.

El río atraviesa el Parque nacional Tsavo atrayendo diversos animales silvestres como hipopótamos y cocodrilos, o la Python sebae, la cual es una de las serpientes más grande de África. 

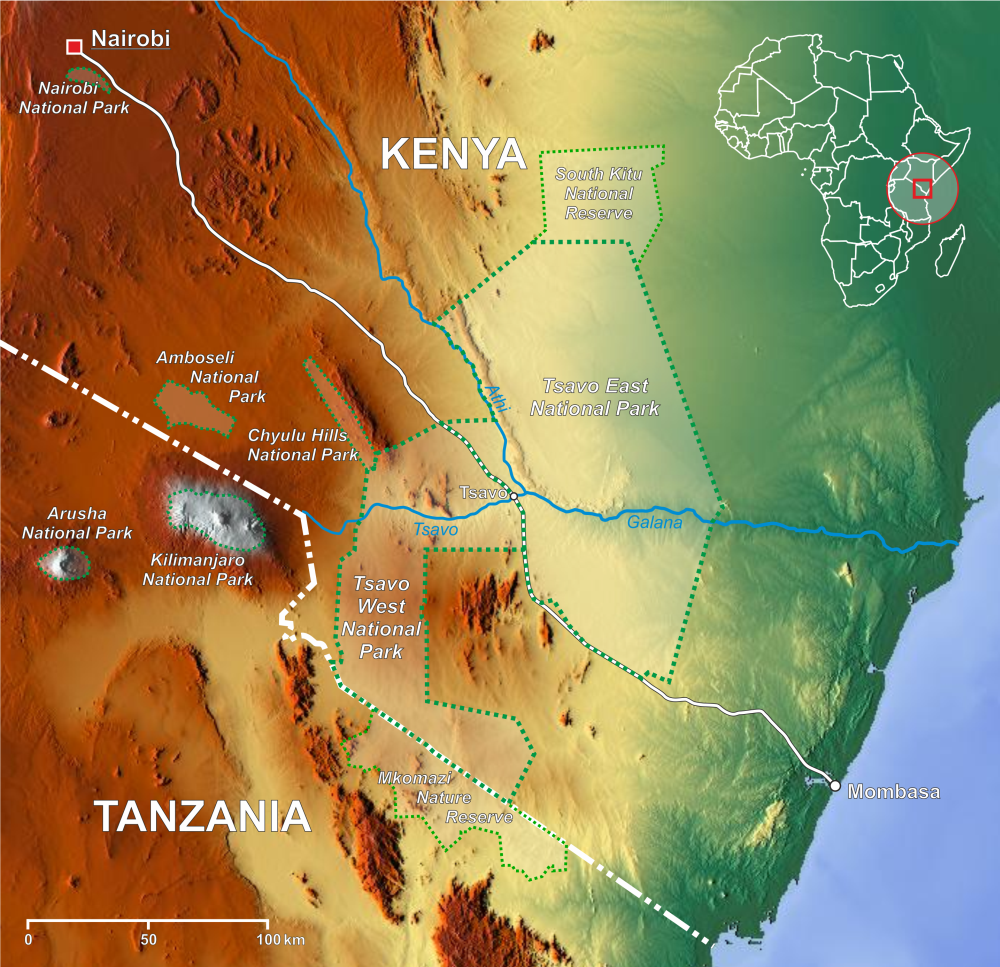
Athi-Galana es el segundo río más largo de Kenia después del río Tana

. 